# Mohammed Karim
Mohammed Karim (àrab: محمد كريم, Muḥammad Karīm) (el Caire, 8 de desembre de 1896 - 27 de maig de 1972) va ser un director de cinema, escriptor i productor egipci. Karim va portar Faten Hamama a la fama amb la pel·lícula Yawm Sa'id. La seva pel·lícula de 1946 Dunia va ser presentada al 1r Festival Internacional de Cinema de Canes.

## Selected filmography
- 1930: Zaynab
- 1932: Awlad el zawat/Sons of Aristocrats
- 1933: Al Warda al-baida/The White Rose
- 1938: Yahya el hub
- 1939: Yawm Sa'id
- 1944: Rossassa Fel Qalb
- 1946: Dunia
- 1956: Dalila